# XL (バンド)
XL（エックスエル）とは日本のバンドである。ZAIN RECORDS所属。バンド名はXL (EXTRA LARGE)と表記される事もあった。

## メンバー
大西輝門
ボーカル、ギター
現在は作曲家・音楽プロデューサーとして活動している。
徳永暁人
ベース、プログラミング
現在はdoaのメンバーであり、作曲家・編曲家・ベーシストとして活動している。
noriaki
ドラム
ex.カシオペア、現在はTRIXのリーダーであり、作曲家・編曲家・ドラマーとして活動している。

## 略歴
- 1997年6月上旬、結成。レコーディング開始。
- 1998年4月29日、アルバム「XL」でデビュー。
- 1998年7月29日、シングル「O・K!」を発売。
- 1999年8月、noriakiが脱退。そのまま活動休止へ。

## ディスコグラフィ

### 参加作品
| 発売日        | タイトル                                                      | 規格品番  | 曲順 | 楽曲  |
| ------------- | ------------------------------------------------------------- | --------- | ---- | ----- |
| 2003年4月25日 | vocal compilation 90's hits Vol.1〜male〜 at the BEING studio | JBCJ-5010 | M.12 | O・K! |

## タイアップ一覧
| 使用年 | 曲名       | タイアップ                                              |
| ------ | ---------- | ------------------------------------------------------- |
| 1998年 | XLのテーマ | KBS京都系『ROOKザROOTS』エンディングテーマ              |
| 1998年 | O・K!      | テレビ東京系アニメ『発明BOYカニパン』エンディングテーマ |